# Chenār-e Soflá
Chenār-e Soflá (persiska: چنار سفلی, Chenār, چشمه کبود چنار) är en ort i Iran.   Den ligger i provinsen Kermanshah, i den västra delen av landet, 400 km sydväst om huvudstaden Teheran. Chenār-e Soflá ligger 1 159 meter över havet och antalet invånare är 114.
Terrängen runt Chenār-e Soflá är huvudsakligen kuperad. Chenār-e Soflá ligger nere i en dal.Runt Chenār-e Soflá är det ganska tätbefolkat, med 58 invånare per kvadratkilometer. Närmaste större samhälle är Ashbākh, 12,6 km öster om Chenār-e Soflá. Omgivningarna runt Chenār-e Soflá är i huvudsak ett öppet busklandskap.